# Akadische Orogenese

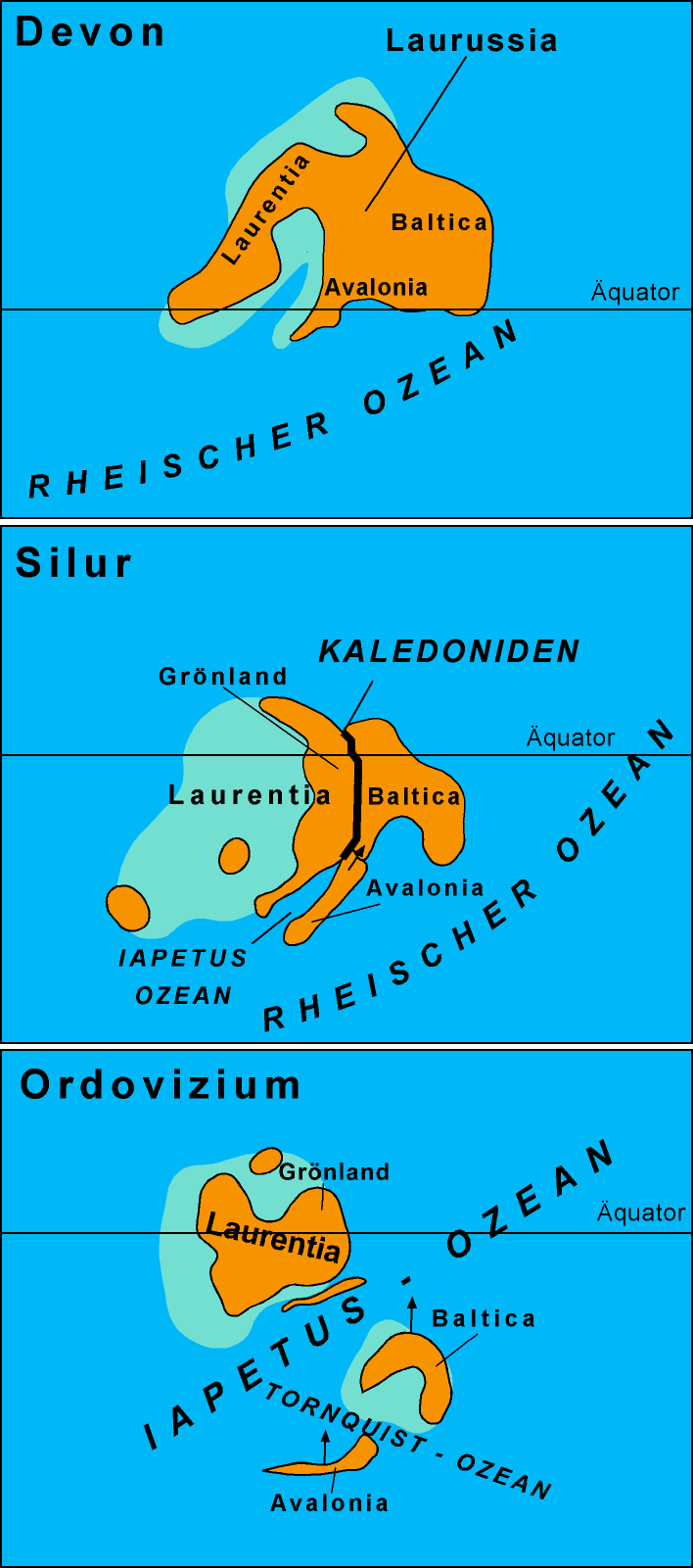
Paläogeographische Entwicklung Balticas und Laurentias vom Ordovizium bis ins Devon nach der „Großavalonia“-Hypothese (umliegende Kontinente sind nicht dargestellt). Unten: Takonische Phase in Nordamerika, Iapetus-Ozean ist noch weit geöffnet. Mitte: Hauptphase der Kaledonischen Orogenese in Europa (Skandische Phase und Bildung der Norddeutsch-Polnischen Kaledoniden), Iapetus-Ozean ist bereits stark eingeengt, Akadische Phase steht bevor. Oben: Iapetus-Ozean ist komplett geschlossen, Akadische Phase und damit Kaledonische Orogenese sind abgeschlossen.

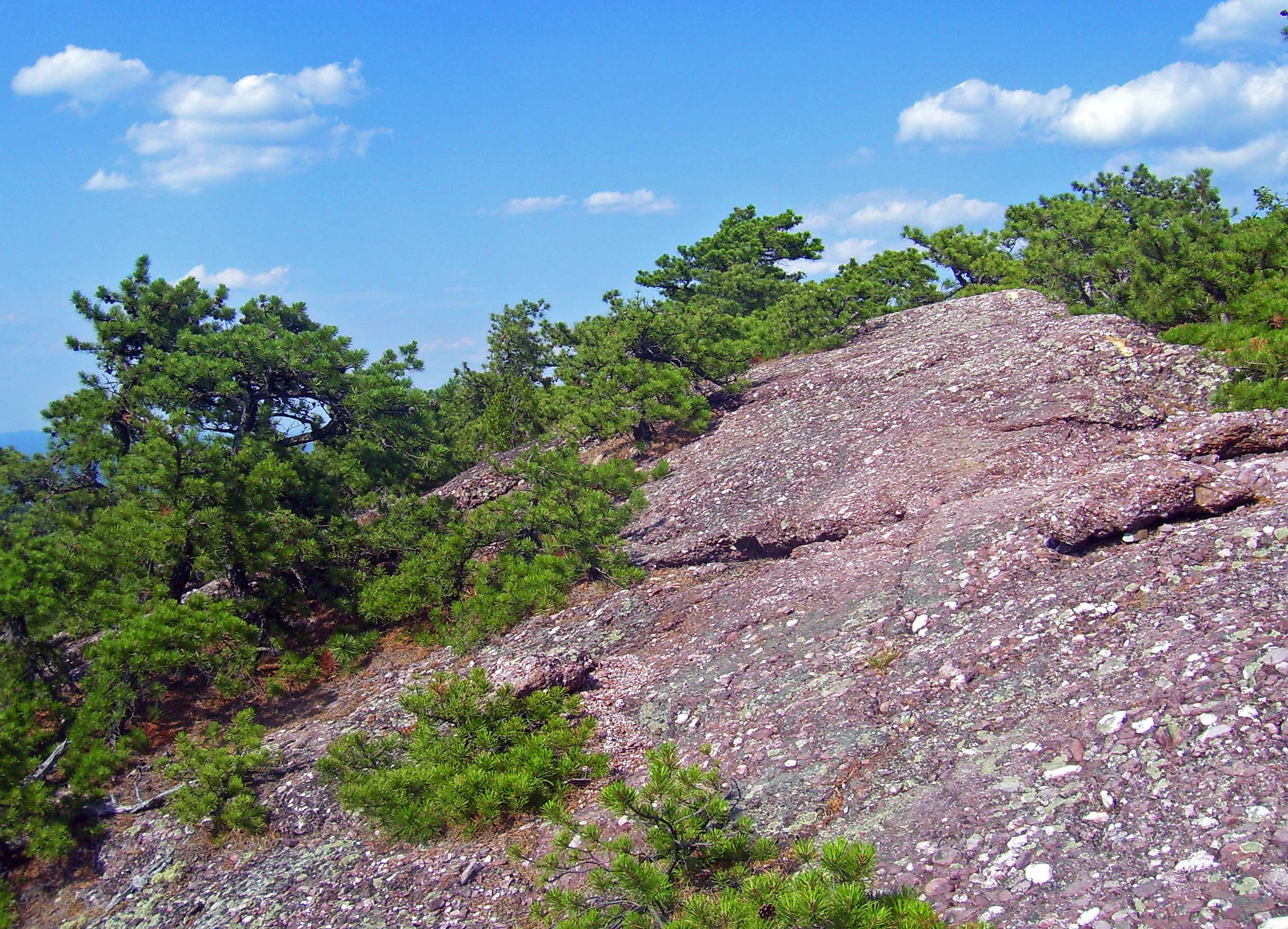
Das mitteldevonische Schunemunk-Konglomerat im US-Bundesstaat New York gilt als Molasse des Akadischen Faltengürtels.

Als Akadische Orogenese oder Akadische Phase (Schreibweise jeweils auch mit „c“ statt „k“ möglich) wird eine Gebirgsbildung bzw. ein tektonisches Deformationsereignis bezeichnet, das im frühen und mittleren Devon (Pragium-Eifelium) am Ostrand des heutigen Nordamerika sowie im heutigen Nordwesteuropa nachweisbar ist. Typusregion dieses Faltungsereignisses sind die nördlichen Appalachen. Die Akadische Orogenese folgte zeitlich auf die Takonische Orogenese im Ordovizium (entspricht der Grampischen Orogenese auf den Britischen Inseln) und ging der Alleghenischen Orogenese im Karbon voraus. *

## Etymologie
Die Bezeichnung wurde 1923 vom US-amerikanischen Geologen Charles Schuchert geprägt und leitet sich ab von Akadien, dem alten Namen der Seeprovinzen im Osten Kanadas.

## Paläoplattentektonische Modelle
Die Akadische Orogenese gilt als das Ergebnis der Kollision des perigondwanischen Kontinentalsplitters Avalonia mit dem Südostrand des Nordamerikanischen Kratons (Laurentia). Die Natur dieses Kontinentalsplitters ist kontrovers, wobei sich zwei Extrempositionen gegenüberstellen lassen. Die eine betrachtet Avalonia („Avalonia sensu stricto“) als einen von mindestens vier perigondwanischen Mikrokontinenten („crustal ribbons“), die zwischen dem mittleren Ordovizium und dem späten Devon sukzessive dem laurentischen Kontinentalrand angegliedert wurden. Die andere geht von einem größeren perigondwanischen Kontinentalsplitter („composite Avalonia“) aus, dessen Norddrift den sogenannten Iapetus-Ozean immer weiter einengte und an dessen Rückseite sich der Rheische Ozean öffnete. Der Ostteil „Großavalonias“ war diesem Modell zufolge bereits im späten Ordovizium mit dem Südwestrand des Europäischen Kratons (Baltica) kollidiert und sorgte dort für die Bildung der Norddeutsch-Polnischen Kaledoniden (siehe auch → Tornquistzone). Zudem kollidierten im späten Silur und frühen Devon die Kontinentalblöcke Laurentias und Balticas und bildeten bis zur Variszischen Orogenese einen Laurussia genannten Großkontinent.
In einem wiederum anderen Modell wird von der Interpretation als Kontinent-Kontinent-Kollisionsereignis abgerückt. Es postuliert stattdessen, dass die Schließung des Iapetus-Ozeans bereits zu Beginn des Silurs abgeschlossen war, und dass die Akadische Phase auf die Oberplattendeformation an einer Subduktionszone des Anden-Typs am Nordrand des Rheischen Ozeans bzw. am Südrand Laurussias zurückzuführen sei.

## Einordnung
Ausgehend vom „Großavalonia“-Modell repräsentiert die Akadische Orogenese die finale Schließung des Iapetus-Ozeans, der sich im späten Neoproterozoikum zwischen dem großen Südkontinent Gondwana und den kleineren Nordkontinenten Laurentia und Baltica geöffnet hatte. In diesem Zusammenhang gilt die Akadische Orogenese als das letzte Deformationsereignis der Kaledonischen Orogenese, ** jenem Orogenese-Zyklus, der alle Kollisionen am Nordrand oder Innerhalb des Iapetus-Beckes umfasst.
Konsequenz einer Interpretation der Akadischen (und Neo-Akadischen) Orogenese als Oberplattendeformationsereignis infolge der Subduktion des Rheischen Ozeans unter den laurussischen Block ist, dass sie dann nicht mehr als kaledonisches Ereignis gesehen werden darf, sondern als „proto-variszisches“ Ereignis gesehen werden muss.